# Odkaz tety Karolíny
Odkaz tety Karolíny (ve francouzském originále Le testament de la tante Caroline) je opéra-bouffe nebo opereta francouzského skladatele Alberta Roussela a libretisty Michela Vebera (píšícího pod pseudonymem Nino). Byla napsána v letech 1932–1933 a poprvé byla uvedena v českém překladu Julie Reisserové v českém divadle v Olomouci 14. listopadu 1936. Tříaktová opera buffa byla následně přepracována na jednoaktovou operetu.

## Vznik a historie díla

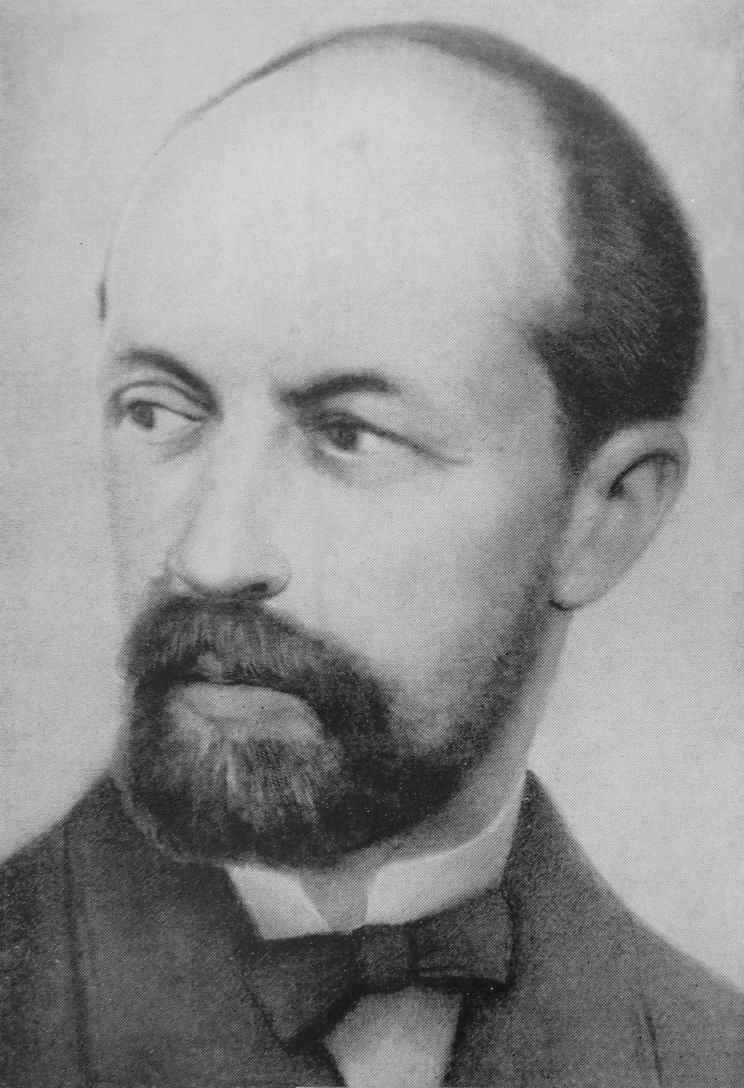
Albert Roussel, autor opery (foto 1913)

Roussel zkomponoval Odkaz tety Karolíny v letech 1932–1933. Do té doby skládal výlučně ve vážném duchu a ke komické operetě se obrátil bezprostředně pod příkladem podobně laděných děl Arthura Honeggera (Příhody krále Pausola 1930, Kráska z Moudonu 1931) a Jacquese Iberta (Král z Yvetotu 1930, Gonzaga 1931), které sklízely jak kritický, tak finanční úspěch. Příběh o hamižných a nakonec ošizených příbuzných připomíná Pucciniho aktovku Gianni Schicchi, avšak s pikantními rysy ve stylu 20. let 20. století. Své dílo Roussel popsal jako „jakousi bufózní operetu (opérette-bouffe), jejíž postavy jsou téměř zcela groteskní a měly by být hrány bez jakékoli obavy z přehánění svého účinku“. Hudební historik Jan Trojan Odkaz tety Karolíny označuje za „konverzační veselohru“; hravý ráz a přístupnost podtrhuje využití diatoniky a durové tóniny, „lehce noblesní tón“ ji zařazuje do děl z okruhu Pařížské šestky.
Poté, co Roussel neuspěl s uvedením opery v Paříži,využil nabídky své někdejší dlouhodobé žačky, skladatelky Julie Reisserové, jež mu zajistila uvedení opery v české opeře v Olomouci. Reisserová pořídila sama překlad a opera tak měla světovou premiéru v češtině dne 14. listopadu 1936 pod názvem Odkaz tety Karolíny (v literatuře jsou rovněž uváděny české názvy Testament tety Karolíny a Závěť tety Karolíny). Dirigoval Adolf Heller, režii měl Oldřich Stibor, výpravu navrhl Josef Gabriel a choreografii Josef Judl. Kritický ohlas byl poněkud vlažný. Roussel se podle vlastních slov snažil, aby bylo jeho dílo „jasné, příjemné a přístupné“, ale podle kritiky mu činilo potíže „přizpůsobit se prostotě“. Na základě těchto ohlasů Roussel operu výrazně přepracoval, především pomocí škrtů, a zkondenzoval původní tři dějství na jediné. V této redukované a zjednodušené operetní podobě byl Odkaz tety Karolíny konečně uveden ve francouzské premiéře v pařížské Opéra-Comique dne 11. března 1937 ve výpravě reformátorského scénografa gruzínského původu Georgese Pitoëffa. Bezprostředně poté byla Rousselova opereta uvedena poprvé rovněž v němčině, a to v pražském Novém německém divadle 18. dubna 1937; dirigoval Fritz Zweig.
Opera byla později uváděna výhradně v redukované operetní verzi, především ve francouzsky mluvícím prostoru, ale též ve Spojených státech amerických. V Německu byla poprvé uvedena na festivalu ve Schwetzingenu, regulérně ji poprvé uvedla až Deutsche Oper am Rhein v Düsseldorfu 24. února 2012; ve Vídni ji poprvé uvedla Komorní opera (Kammeroper) roku 1968. V českých zemích v poválečné době uvedena nebyla.

## Osoby a první obsazení
| Postava                                         | Hlasový obor                      | Premiéra 1. verze (14. 11. 1936) Dirigent: Adolf Heller | Premiéra 2. verze (11. 3. 1937) Dirigent: Roger Désormière |
| ----------------------------------------------- | --------------------------------- | ------------------------------------------------------- | ---------------------------------------------------------- |
| Lucine, ošetřovatelka                           | soprán                            |                                                         | Fanély Revoil                                              |
| Noël, řidič, její milenec                       | tenor                             |                                                         | Paul Derenne                                               |
| Béatrice, jeptiška, neteř tety Karolíny         | mezzosoprán                       |                                                         | Madeleine Sibille                                          |
| Christine, neteř tety Karolíny                  | soprán / mluvená role             |                                                         | Suzanne Dehelly                                            |
| Noémi, její sestra                              | (mezzo)soprán                     |                                                         | Christine Liany                                            |
| Ferdinand, obchodní cestující, manžel Christine | baryton                           |                                                         |                                                            |
| Jobard, husarský důstojník, manžel Noémi        | baryton                           |                                                         | Louis Guénot                                               |
| Maître Corbeau, notář                           | baryton                           |                                                         | André Balbon                                               |
| Doktor Patogen (Docteur Patogène), tetin lékař  | bas                               |                                                         | Émile Rousseau                                             |
| Laguigne                                        | tenor                             |                                                         | René Hérent                                                |
| Ernestine                                       | soprán                            |                                                         | Rose Pocidalo                                              |
| Chůva                                           | němá role                         |                                                         | Christiane Gaudel                                          |
| Stenografka                                     |                                   |                                                         | Morice                                                     |
| Čtyři naslouchači / porodní báby                | soprán, mezzosoprán, baryton, bas |                                                         | Gallot, Lagrange, Lodève, Billon                           |

## Děj opery
Opereta začíná v pařížském bytě nedávno zemřelé paní Caroline d'Anjou alias tety Karolíny, jež četnými milostnými dobrodružstvími a několika výhodnými sňatky nabyla značného jmění. Její tři neteře, totiž řeholnice Béatrice, Christine se svým manželem Ferdinandem a Noémi se svým manželem Jobardem, ji za jejího života nikdy nenavštívily, opovrhujíce tetiným nevázaným životem. Nyní ale nadšeně očekávají bohaství, jež jim má spadnout do klína, a prohledávají Karolínin byt pátrajíce po penězích, cennostech a zejména závěti, jež není k nalezení; nadějní dědicové naleznou jen trezor. Až ošetřovatelka Lucile, jež se o Karolínu do smrti starala a byla její důvěrnicí, přináší klíček k trezoru. A právě přichází notář Vrána (Maître Corbeau), který testament v něm nalezený otevírá a předčítá: Karolína odkázala veškerý majetek nikoli přímo svým neteřím, ale prvorozenému z jejich synů. Avšak jedna z neteří je jeptiškou a manželství obou dalších jsou bezdětná, protože jak Jobard, tak Ferdinand jsou neplodní. Závěť dále stanoví, že není-li nejstaršího syna v okamžiku smrti zůstavitelky, musí jej některá z neteří zplodit ve lhůtě jednoho roku, po jejímž uplynutí připadne pozůstalost Armádě spásy. Christine a Noémi se proto rozhodnou otěhotnět, jedna s jasnovidcem a druhá s tetiným pohledným šoférem Noëlem, jenž je však zamilován do Lucile. Vše ale nakonec dopadne jinak. V trezoru je nalezena rovněž polovina pohlednice s obrázkem Eiffelovy věže; druhou polovinu má Noël jako jedinou památku po své matce. Ukáže se, že jí je pobožná Béatrice, dosud ztělesněná ctnost a počestnost, která se před vstupem do kláštera dala svést kočím a novorozené dítě musela jednoho štědrého večera odložit v sirotčinci v Saint-Malo. Karolína se o tom zjevně dozvěděla a později Noëla přijala jako řidiče. Ten, jakožto Beatricin syn, tak ke zlosti svých tet a strýců má právo shrábnout dědictví sám. Oba rozlícené páry chtějí testament napadnout, ale notář jim v tom zabrání, vyplatí tetina neúspěšného lékaře a Noël, jenž si nyní může vzít Lucile, přenechává příbuzným polovinu dědictví.

## Nahrávky
- Rozhlasový záznam z 10. prosince 1966, dosud nevydaný. Zpívají Lina Dachary, Denise Benoit, Monique Linval, Christiane Gayraud, Bernard Plantey, Gaston Rey, Lucien Lovano, Bernard Demigny. Orchestre Radio Lyrique řídí Pierre Michel Le Conte.
- Rozhlasový záznam z 20. listopadu 1981, dosud nevydaný. Zpívají Christiane Château, Rita Gorr, I. Poilenard, Maurice Sieyes, Jean-Pierre Chevalier, Henri Gui, L. Hagen William, A. Arapian, T. Cedelle. Orchestre philharmonique de Radio France řídí Henri Gallois.
- 2019 (CD 2022 Naxos 8.660479). Zpívají (Béatrice) Marie Lenormand, (Christine) Marion Gomar, (Noémie) Lucille Komitès, (Jobard) Aurélien Gasse, (Ferdinand) Charles Mesrine, (Lucine) Marie Perbost, (Noël) Fabien Hyon, (Maître Corbeau) Till Fechner, (Patogène) Romain Dayez. Orchestre des Frivolités Parisiennes řídí Dylan Corlay.